# Заровські (герб)
Заровські (пол.Żarowski) - шляхетський герб. За словами Шимона Конарського, є різновидом герба Леліва. 

## Опис герба
У синьому полі золотий півмісяць і зірка. Клейнод: золотий хрест. Немає інформації про намет, але з такими кольорами фігури і поля повинен бути синійм, бідбитим золотом. 
Реконструкцію кольорів зробив Шимон Конарський. У оригінальному дипломі кольори герба невідомі. 

## Найперша згадка
Герб був подарований королем Стефаном Баторієм 12 листопада 1576 р. в Торуні Гжегожу Остафовічу Заровському . 

## Геральдичний рід
Герб був власністю однієї сім'ї : Заровські.